# 미고리현

미고리현

미고리현(Migori County)은 케냐를 구성하는 47개 현 가운데 하나로 현도는 미고리이며 면적은 2,586.4km2, 인구는 917,170명(2009년 기준)이다. 2013년에 실시된 행정 구역 개편에 따라 니안자주에서 분리되어 신설되었다. 북쪽으로는 호마베이현, 동쪽으로는 키시현, 나로크현과 접하며 남쪽으로는 탄자니아와 국경을 접한다.

## 같이 보기
- 케냐의 현